# Гарборг, Хульда
Хульда Гарборг (норв. Hulda Garborg, 22 февраля 1862 — 5 ноября 1934) — норвежская писательница, сценаристка, поэтесса, театральный преподаватель.

## Биография
Хульда Бергерсен родилась в 1862 г. на ферме Состад в коммуне Станге губернии Хедмарк в семье юриста Кристиана Фредерика Бергерсена и Марии Петрины Ольсен. У Хульды были две старшие сестры Марта и Софи.
Когда Хульде было два года, её родители развелись, и она с мамой переехала в город Хамар. Затем, когда Хульде исполнилось двенадцать, семья переехала в Кристианию (ныне — Осло), а с семнадцати лет девушка стала работать в магазине, чтобы финансово поддержать семью.
В 1887 г. Хульда вышла замуж за писателя Арне Гарборга и взяла его фамилию. Первые девять лет они жили в Тюнсете, Хульда в 1888 г. родила сына Арне. Они много путешествовали: посещали Кристианию, жили в Дисен-ам-Аммерзе, Фюрстенфельдбрукке и Берлине, одну зиму провели в Париже. В 1896 г. переехали в Стокке, в 1897 г. — в Лабротен, где и оставались до конца жизни.
Хульда Гарборг много сделала для норвежского театра, народного танца, кухни, традиции бюнад и движения за женские права. Она публиковала статьи о норвежской кухне в газете Den 17de Mai на новонорвежском языке, впоследствии опубликованный одной книгой Heimestell в 1899 г. В 1895 г. она написала пьесу Mødre, поставленную в Театре Кристиании, в 1896 г. — комедии Rationelt Fjøsstell (в Театр Кристиании и в Бергене), Hos Lindelands и Noahs Ark в 1899 г., а также драмы Sovande sorg (1900 г.), Liti Kersti (1903 г.), Edderkoppen (анонимно в 1904 г., ставилась в Норвежском национальном театре), Sigmund Bresteson (1908 г.), Under Bodhitræet (1911 г.) и Den store Freden (1919 г.).
В 1912 г. Хульда Гарборг стала одной из основательниц Норвежского театра, в 1903 г. была редактором песенника Norske folkevisor, написала книгу Song-Dansen i Nord-Landi. Её книга Norsk klædebunad, вышедшая в том же году, была посвящена традиции бюнад.
Кроме книг Хульда писала статьи в различные газеты и журналы: Syn og Segn, Edda. Nordisk tidsskrift for litteraturforskning, Samtiden, Den 17de Mai, Dagbladet, Verdens Gang. С книгами Kvinden skabt af Manden («Женщина, созданная мужчиной», 1904) и Fru Evas Dagbog («Дневник мадам Евы», 1905) она включилась в дискуссию о правах женщин.
После смерти своего мужа Арне Гарборга в 1924 г., она отредактировала и издала его дневники. Часть её собственных дневников увидела свет в 1962 г. под названием Dagbok 1903—1914.
Хульда Гарборг принимала участие в политической жизни Норвегии и представляла партию Frisindede Venstre.
За свою деятельность в 1932 г. Хульда была награждена Орденом Святого Олафа. Умерла в 1934 и была похоронена рядом со своим мужем.